# 赤羽啓栄
赤羽 啓栄（あかはね ひろしげ、1941年8月4日 - 2005年8月9日）は、日本の寄生虫学者。

## 人物
旧満洲国生まれ。1963年3月、信州大学卒業、1965年3月まで志賀高原研究センターに勤務、1965年4月から1978年3月まで信州大学医学部寄生虫学講座に勤務。1978年4月から福岡大学医学部寄生虫学、微生物学、免疫学の部門で働いた。福岡大学医学部助教授で、ライギョ、ドジョウなどを媒介して顎口虫症の原因となる顎口虫の研究をおこなった。1963年から1966年まで、信州大学医学部の宮尾嶽雄らと哺乳類の形態や生態の研究論文を出版した。2005年逝去。

## 論文
- 国立情報学研究所収録論文 国立情報学研究所

- 宮尾嶽雄; 両角徹郎; 両角源美; 花村肇; 佐藤信吉; 赤羽啓栄; 酒井秋男 (1963), “本州八ケ岳のネズミおよび食虫類 : 第1報 亜高山森林帶のネズミおよび食虫類”, 動物学雑誌 72 (5):  133-138

- 宮尾嶽雄; 両角徹郎; 両角源美; 花村肇; 佐藤信吉,赤羽啓栄,酒井秋男 (1963), “本州八ケ岳のネズミおよび食虫類 : 第2報 亜高山森林帶におけるヒメネズミおよびヤチネズミの性比, 体重組成および繁殖活動”, 動物学雑誌 72 (7):  187-193

- 宮尾嶽雄; 赤羽啓栄,酒井秋男,大石康弘,小穴広光,西野武久,山下幹夫,柳平坦徳 (1963), “志賀高原におけるネズミ相の季節的変化(予報)(生態・心理)”, 動物学雑誌 72:  365

- 宮尾嶽雄; 両角徹郎,両角源美,赤羽啓栄,酒井秋男 (1963), “本州八ケ岳低山帯及び亜高山帯のネズミ及び食虫類(生態・心理)”, 動物学雑誌 72:  365

- 宮尾嶽雄; 両角徹郎,両角 源美,花村 肇,赤羽 啓栄,酒井 秋男 (1964), “本州八ヶ岳のネズミおよび食中類 : 第3報 亜高山森林帶のスミスネズミ”, 動物学雑誌 73 (7):  189-195

- 宮尾嶽雄; 赤羽 啓栄,花村 肇,佐々木 泉,藤田 善和,大賀 将夫 (1964), “ドブネズミにおける下顎臼歯附加結節出現頻度の地方差(形態・内分泌)”, 動物学雑誌 73:  318

- 宮尾嶽雄; 両角 徹郎,両角 源美,赤羽 啓栄,酒井 秋男 (1964), “八ケ岳におけるトガリネズミおよびヒメヒミズの体重組成および繁殖活動(遺伝・細胞・生態)”, 動物学雑誌 73:  383

- 宮尾嶽雄; 両角 徹郎,両角 源美,赤羽 啓栄,酒井 秋男,花村 肇 (1965), “本州八ケ岳のネズミおよび食虫類 第4報 : 亜高山森林帶におけるヒメヒミズおよびトガリネズミの体重組成および繁殖活動”, 動物学雑誌 74 (3):  76-81

- 宮尾嶽雄; 赤羽 啓栄,花村 肇,佐々木 泉,藤田 善和,大賀 将夫 (1966), “ドブネズミの下顎臼歯における附加結節について”, 動物学雑誌 75 (8):  227-235

- 赤羽啓栄 (1970), “日本産肝蛭の変異に関する研究-3-ウシ,ヤギ,ウサギ寄生肝蛭間でみられる虫体の外部形態,虫卵の大きさ,子宮内虫卵数の差異に関する実験的研究”, 寄生虫学雑誌 19 (6):  619-627

- 赤羽啓栄, “肝蛭症の予防に関する研究-1-中部高冷地におけるヒメモノアラガイの発育と貝体内の肝蛭幼虫寄生状況”, 寄生虫学雑誌	00215171	日本寄生虫学会	1971 20 (1):  72-80

- 赤羽啓栄 (1974), “肝蛭の濃厚感染牛における肝蛭虫体の発育ならびに寄生部位に関する観察-1-多数寄生牛における肝蛭の相対成長”, 寄生虫学雑誌 23 (1):  14-19

- 赤羽啓栄 (1974), “日本産肝蛭の変異に関する研究-4-ブタならびにウマ寄生肝蛭の外部形態,虫卵の大きさ,子宮内虫卵数の差異”, 寄生虫学雑誌 23 (4):  207-212

- 赤羽啓栄 (1975), “肝蛭症の診断に関する研究-1-ヒト糞便内肝蛭卵を対象とした数種集卵法の効果”, 寄生虫学雑誌 24 (2):  55-60